# St. Peter und Paul (Delitzsch)

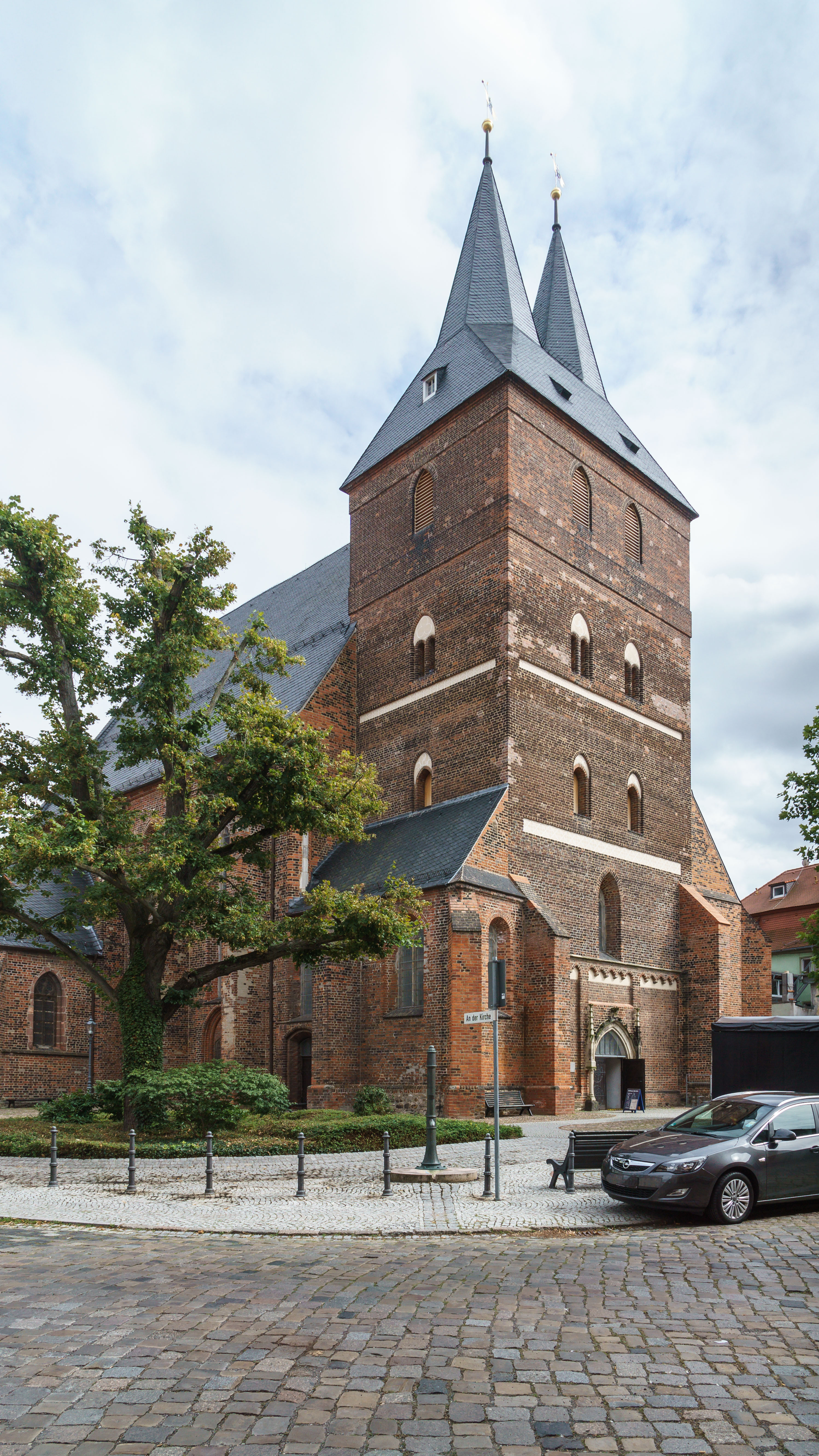
St. Peter und Paul (Delitzsch)

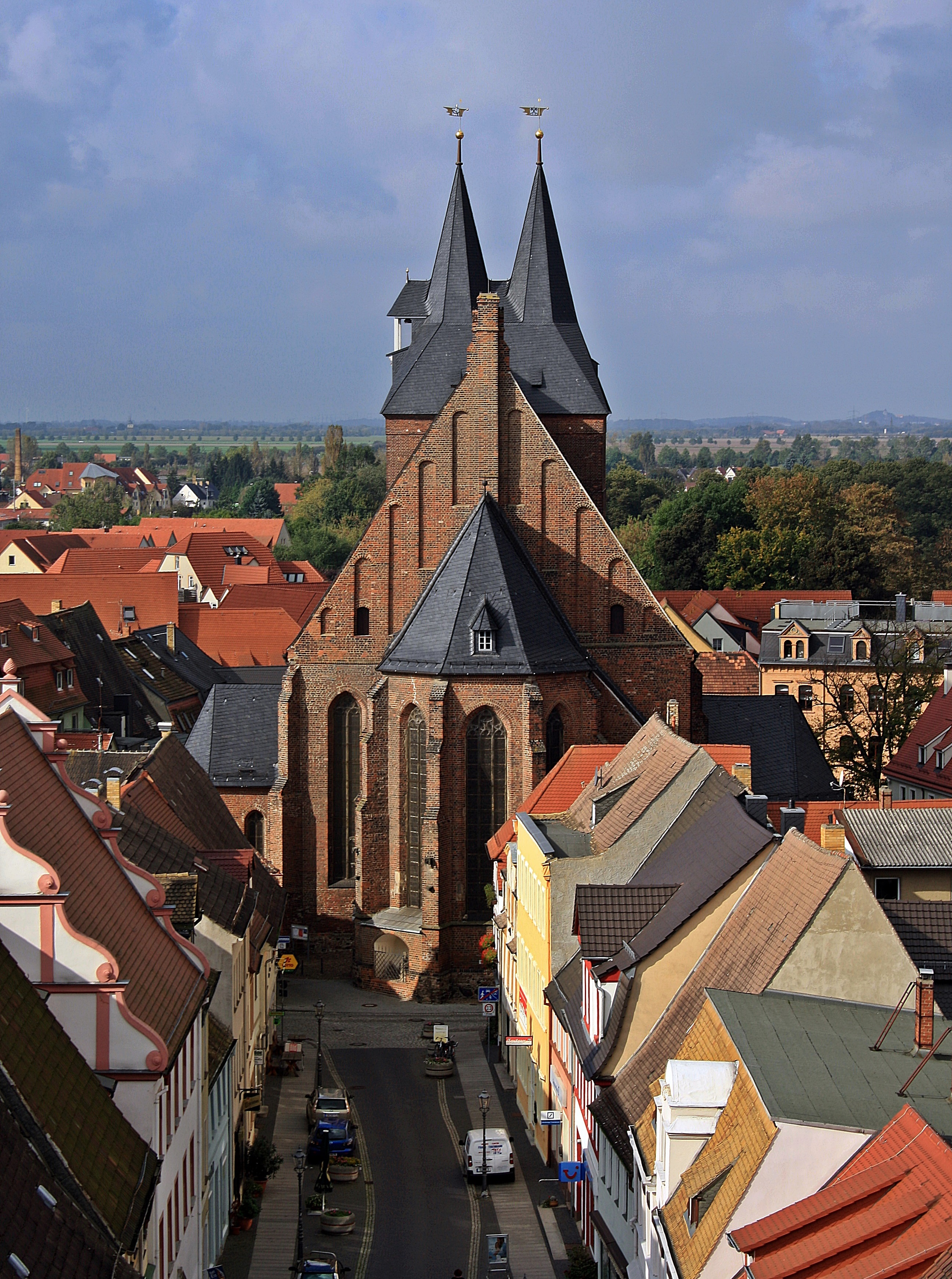
Ansicht von Osten

Die evangelische Stadtkirche St. Peter und Paul ist eine gotische Backsteinkirche in Delitzsch im Landkreis Nordsachsen in Sachsen. Sie gehört zur Evangelischen Kirchengemeinde Delitzsch im Kirchenkreis Torgau-Delitzsch der Evangelischen Kirche in Mitteldeutschland.
Namensgeber der Kirche sind die Apostel Petrus und Paulus.

## Geschichte
Die evangelische Stadtkirche Delitzsch ist eine gotische, dreischiffige, vierjochige Hallenkirche aus dem 15. Jahrhundert. Sie wurde ab 1404 unter Einbeziehung der unteren Geschosse des Westturms eines möglicherweise vom Ende des 12. oder dem Anfang des 13. Jahrhunderts stammenden Vorgängerbaus errichtet, von dem sich ein romanischer Bogenfries an der Westwand und im Innern des nördlichen Turmanbaus erhalten hat.
Dieser Vorgängerbau wurde im Jahr 1325 erstmals urkundlich als St.-Peters-Kirche erwähnt. Die heutige Kirche wurde 1437 geweiht und war 1491 vollendet. Eine Restaurierung nahm Conrad Wilhelm Hase in den Jahren 1888–1890 vor. Die Kirche ist noch immer stark von dieser Restaurierung geprägt, die von dem Wunsch geleitet war, den mittelalterlichen Raumeindruck mit den damaligen technischen und künstlerischen Mitteln wiederherzustellen. Mittelalterliche oder spätere Ausstattungsstücke, die nicht diesem Konzept untergeordnet werden konnten, wurden beseitigt oder anderweitig verwendet. Bereits wenige Jahre später wurden bei Restaurierungen stärker denkmalpflegerische Gesichtspunkte berücksichtigt.
Nach einer Phase längerer Vernachlässigung und beginnenden Verfalls seit den späten 1950er Jahren, in der sogar eine Vermietung der Kirche als Großgarage erwogen wurde, erfolgten Instandsetzungen und Restaurierungen ab 1963, 1982 und 1993–1998.

## Architektur
Die Kirche hat einen Chor mit Fünfachtelschluss in Mittelschiffsbreite und einen querrechteckigen Westturm mit spätgotischem Portal aus Sandstein. Die Maßwerke der Fenster und die Innenpfeiler sind ebenfalls aus Sandstein. An der Nord- und der Südseite der Halle sind Kapellen mit Fünfachtelschlüssen nach Norden und Süden angebaut, in der Ecke zwischen Chornordseite und Langhaus die tonnengewölbte Sakristei. Der Turm wird mit zwei gedrungenen Spitzhelmen abgeschlossen.
Die südliche Apostelkapelle zeigt ein Gewändeportal aus Backstein mit den Sandsteinfiguren der Kirchenpatrone Petrus und Paulus im Weichen Stil um 1410/20. Darunter befindet sich das Grabdenkmal des Otto von Schidingen mit der Figur eines Ritters aus dem Jahr 1476. 
An den Strebepfeilern des Chores befinden sich Konsolen und Baldachine. Die zugehörigen Figuren wurden möglicherweise als Apostel am Portal der Apostelkapelle aufgestellt. 

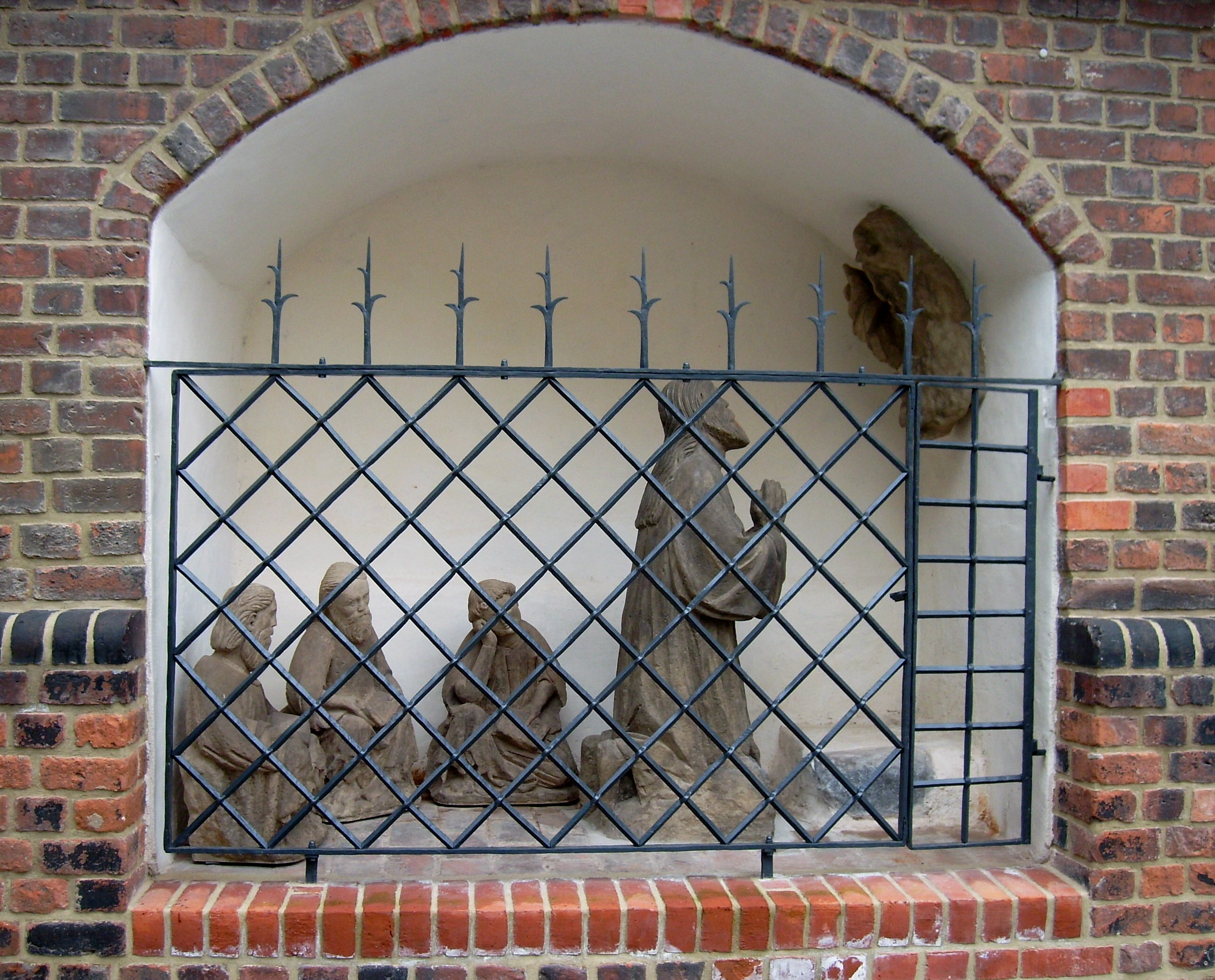
Ölberggruppe

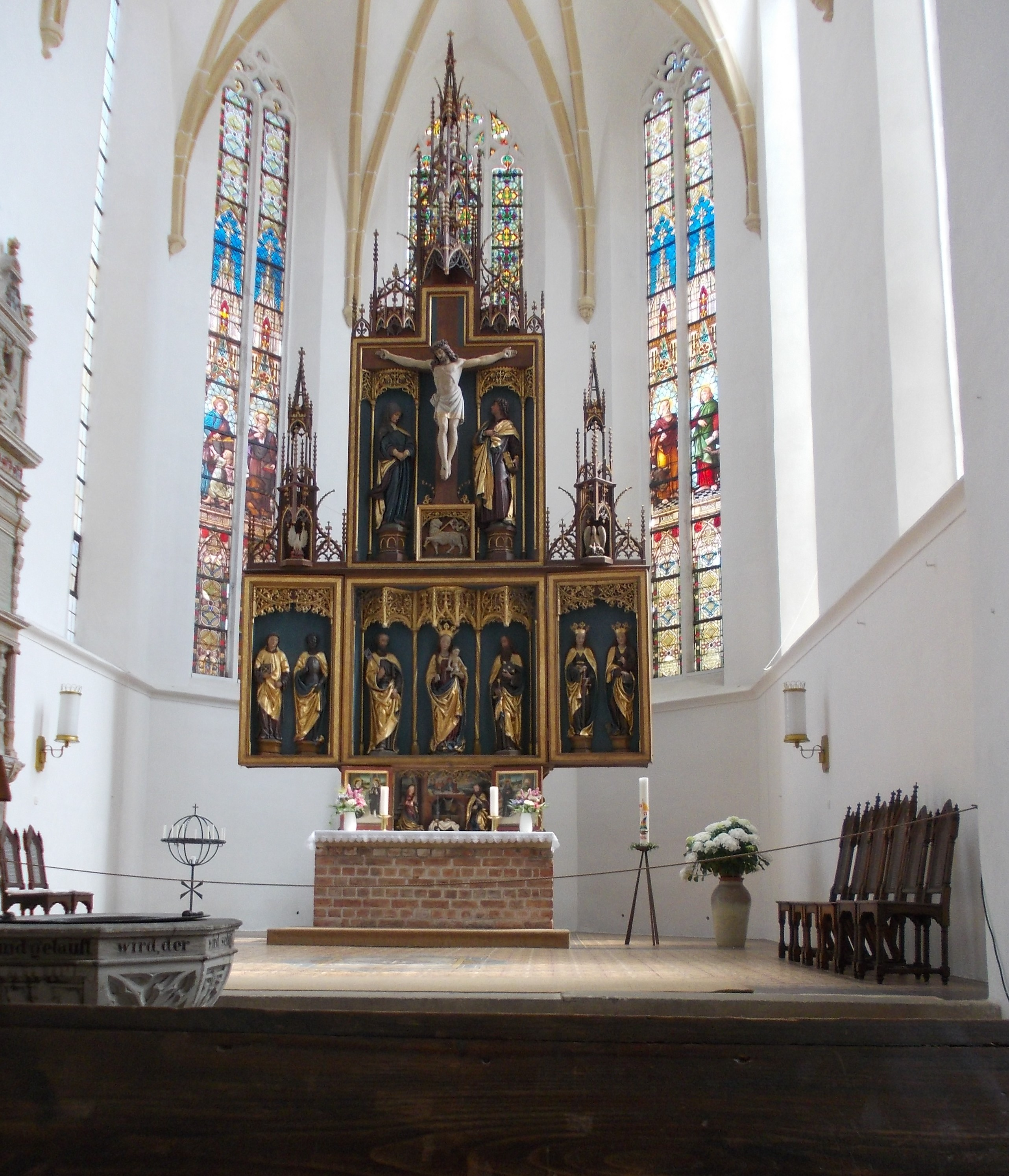
Altar

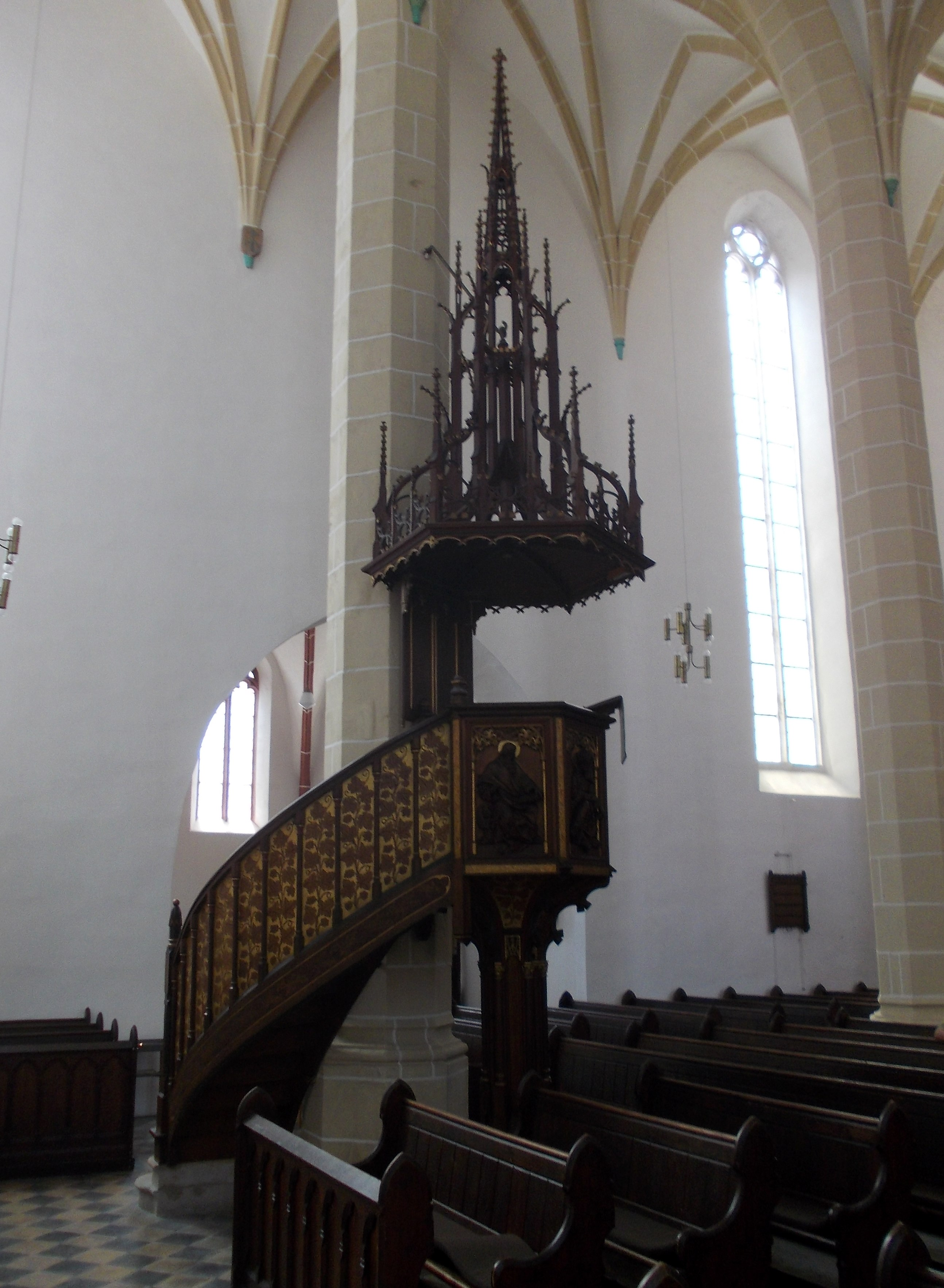
Kanzel

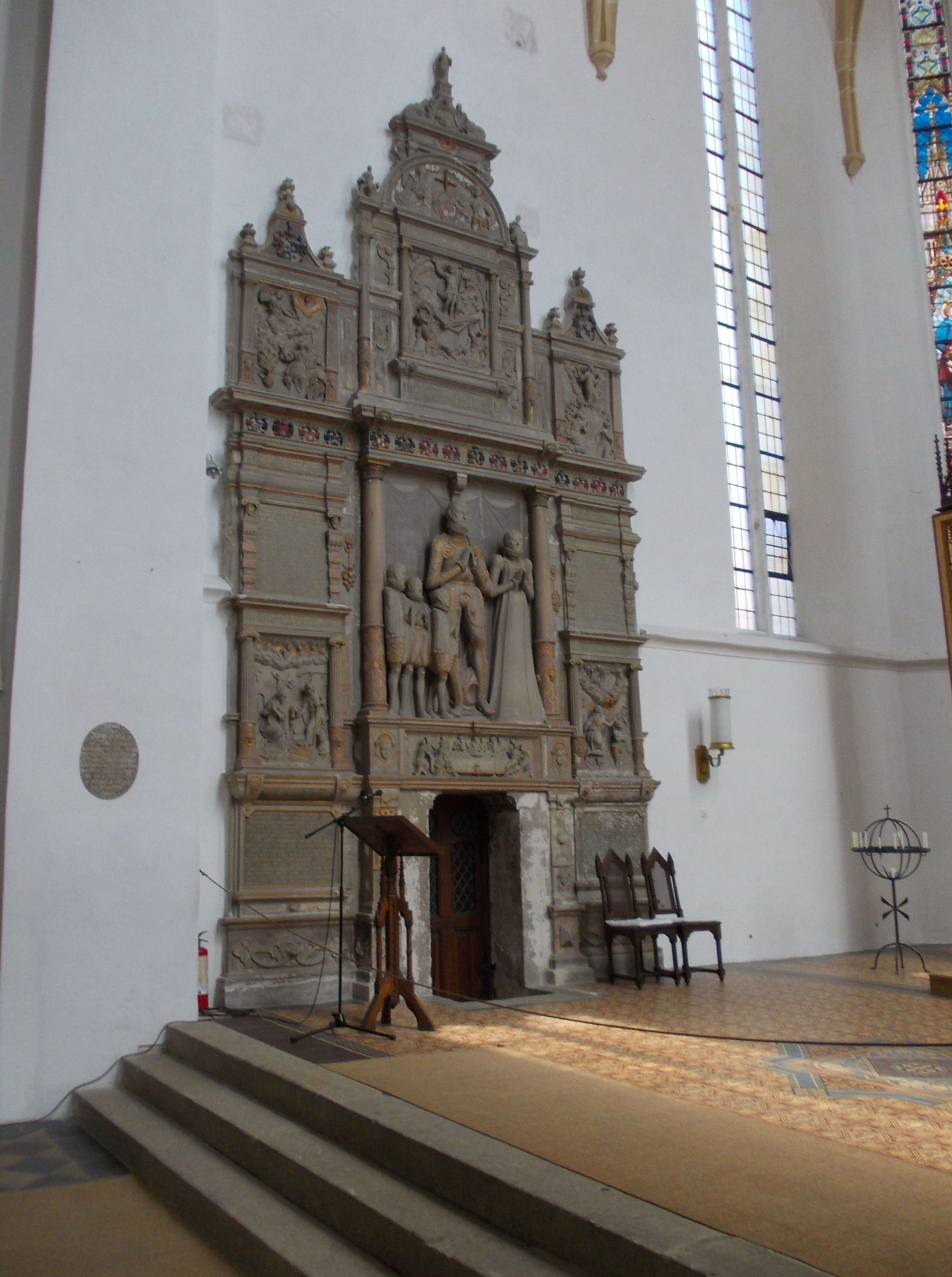
Epitaph des Friedemann von Selmenitz

Zwischen den beiden südöstlichen Strebepfeilern befindet sich in einer vergitterten Nische eine feingearbeitete Ölberggruppe des Meisters Hans von Leipzig aus dem Jahr 1408, die in den Jahren 1985/89 restauriert wurde. Sie zeigt Jesus mit den Jüngern Petrus, Johannes und Jakobus. Diese Ölberggruppe ist ein in der Region seltenes und zugleich wahrscheinlich das früheste Beispiel der vollplastischen Darstellung einer Passionsszene, vor der im Mittelalter spezielle Gottesdienste am Gründonnerstagabend stattfanden.
Im Innern erscheint die Hallenkirche mit einschiffigem Chor durch die Anlage der mit Sterngewölben geschlossenen Kapellen wie mit Querschiffen in der Art eines Trikonchos erweitert. Im Triumphbogen ist ein Mäanderfries aufgemalt. Der Chor und das Mittelschiff sind mit Netzgewölben geschlossen, die Seitenschiffe von Sterngewölben. Die Rippen ruhen auf Konsolen; die Rippenanfänger sind als Büsten gebildet und mit Wappenschilden geschmückt. Die Kreuzungspunkte der Rippen sind durch Malereien des 15. Jahrhunderts hervorgehoben. Im Zentrum des Mittelschiffsgewölbes befindet sich ein farblich hervorgehobenes Himmelsloch.
Es wird angenommen, dass böhmische Bauleute unter dem Einfluss der Bauhütte des Veitsdoms in Prag die Ausführung der Gewölbe übernommen oder zumindest beeinflusst haben. Möglicherweise sind einige der erwähnten Konsolbüsten als Selbstbildnisse der Steinmetzen oder anderer Bauhandwerker zu verstehen.
An der Nordwand des Mittelschiffs sind Reste von Wandmalereien von Nikolaus Eisenberg erhalten. Hierzu zählen die Himmelfahrt der Heiligen Maria Magdalena und der Passionszyklus aus dem Jahr 1463. Im Westen ist eine Holzempore auf wuchtigen Stützen angebracht, deren Brüstung mit Spitzbogenblenden gegliedert ist.

## Ausstattung

### Altar
Hauptstück der Ausstattung ist der fünfteilige Flügelaltar mit Predella aus dem Jahr 1492. Das hölzerne Retabel wurde nach dem Tod des Bürgermeisters Anton Kropfheuser von seiner Witwe Gertrud Kropfheuser gestiftet. Im Jahr 1889 wurden die Flügelpaare zusammengenagelt, so dass nur noch die Festtagsseite zu sehen war. Erst 2004 konnten die gealterten Ölgemälde und Tafelmalereien aus dem 15. Jahrhundert unversehrt freigelegt werden. Dabei wurden unter anderem ein original erhaltener Firnisauftrag aus spätgotischer Zeit und Hinweise auf konzeptionelle Änderungen während der Ausführung der Bemalung gefunden.
Im Schrein ist Maria mit dem Kind flankiert von Petrus und Paulus dargestellt. Die Flügel zeigen einen Diakon und die Heiligen Mauritius, Katharina und Margareta. Die ebenfalls spätgotische Predella zeigt eine geschnitzte Darstellung der Geburt Christi. Der Aufsatz mit einer Darstellung des Gekreuzigten, der Mutter Maria und des Lieblingsjüngers Johannes sowie das Gesprenge wurden erst 1889 hinzugefügt.

### Weitere Ausstattung
Die Kanzel gehört der Neugotik an und entstammt den Jahren 1888–1890.
Mehrere künstlerisch bedeutende Epitaphien und Grabsteine ergänzen die Ausstattung. Davon verdient das unter niederländischem Einfluss entstandene Sandsteinepitaph des Ritters Friedemann von Selmenitz († 1576) besondere Erwähnung. Es zeigt einen flächigen dreigeschossigen Aufbau mit reichem Dekor im Florisstil, der mit Säulen, Pilastern und verkröpften Gebälken gegliedert ist und die Pforte zur Sakristei einbezieht. Dargestellt ist über einem Abendmahlsrelief die Familie des Verstorbenen in zeitgenössischer Tracht. Seitlich sind Reliefs der Geburt und der Taufe Christi angeordnet, darüber finden sich Reliefs der Himmelfahrt Christi und der Verkündigung Mariae.
Weiter ist das Epitaph des Heinrich von Pack († 1588) und seiner Frau Sibylla von Gleissenthal († 1615) zu erwähnen, das vom Nachfolger von Andreas Walther III in Sandstein geschaffen wurde und an der Ostwand des nördlichen Seitenschiffs steht. Es zeigt im qualitätvoll gearbeiteten Hauptrelief die Verstorbenen im Gebet unter einem Kruzifix kniend mit seitlichen Wangen, aus denen die Halbfiguren Adams und Evas herauswachsen. Im Aufsatz über dem Gebälk ist die Beweinung Christi im Hochrelief dargestellt, die von einem Dreieckgiebel mit dem Salvator mundi und zwei Putten bekrönt wird, flankiert von zwei Tugendpersonifikationen und zwei sitzenden Putten.
Eine Glocke aus dem Jahr 1363 bildet mit zwei weiteren im Jahr 1958 gegossenen Glocken das Geläut.
Ein Schnitzaltar von 1515 und die Kanzel von 1616 aus dieser Kirche befinden sich heute in der Marienkirche.

### Orgel

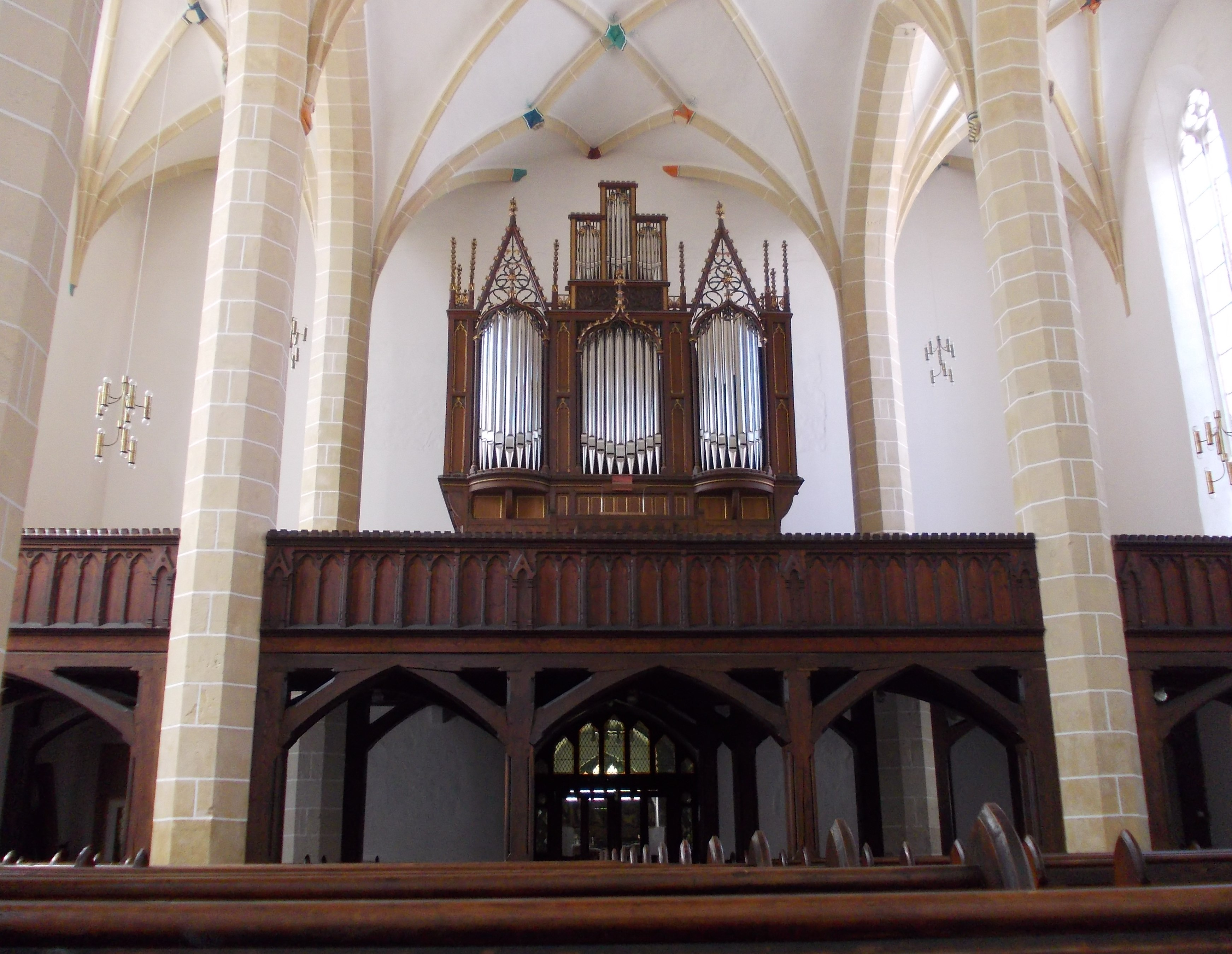
Orgel mit neugotischem Prospekt

Die Orgel mit reichverziertem neugotischem Gehäuse ist ein Werk aus dem Jahr 1890 von Wilhelm Rühlmann aus Zörbig, das klanglich stark verändert wurde. Sie wurde 1999 gereinigt und ab 2002 durch Fa. Voigt rekonstruiert.
| I Hauptwerk C–f3 |       |  |
| Prinzipal        | 16′   |  |
| Bordun           | 16′   |  |
| Prinzipal        | 8′    |  |
| Gedackt          | 8′    |  |
| Hohlflöte        | 8′    |  |
| Gambe            | 8′    |  |
| Oktave           | 4′    |  |
| Flûte harmonique | 4′    |  |
| Octave           | 2′    |  |
| Mixtur IV        | 4′    |  |
| Kornett III      | 2 ⁄3′ |  |
| Trompete         | 8′    |  |

| II Oberwerk C–f3  |          |  |
| Lieblich Gedackt  | 16′      |  |
| Geigenprinzipal   | 8′       |  |
| Doppelflöte       | 8′       |  |
| Flûte traversiere | 8′       |  |
| Salicional        | 8′       |  |
| Flauto amabile    | 4′       |  |
| Fugara            | 4′       |  |
| Rauschquinte      | 2 ⁄3′+2′ |  |
| Oboe              | 8′       |  |

| III Schwellwerk C–f3 |    |  |
| Flötenprinzipal      | 8′ |  |
| Lieblich Gedackt     | 8′ |  |
| Dolce                | 8′ |  |
| Viola d’amour        | 8′ |  |
| Vox coelestis        | 8′ |  |
| Flûte traversiere    | 4′ |  |

| Pedal C–f1    |         |  |
| Prinzipalbass | 16′     |  |
| Subbass       | 16′     |  |
| Violon        | 16′     |  |
| Quintbass     | 10 2⁄3′ |  |
| Oktavbass     | 8′      |  |
| Gedacktbass   | 8′      |  |
| Violoncello   | 8′      |  |
| Posaune       | 16′     |  |

- Koppeln: II/I, III/I, III/II, I/P, II/P, III/P, Sup II/I
- pneumatische Kastenladen[6]

## Geistliche
- Christian Bilefeld (1617–1695), 1680 bis 1692 Oberpfarrer und Superintendent